# Павлоградський медичний коледж
Комунальний заклад "Павлоградський фаховий медичний коледж" Дніпропетровської обласної ради"

## Історія
Павлоградський фаховий медичний коледж розпочав свою діяльність на підставі наказу МОЗ України №403 від 19.07.1961 р. Перший набір до училища на відділення медичних сестер становив 90 осіб. В пристосованому приміщенні функціонувало 3 аудиторії й 4 кабінети; навчальний процес здійснювало 3 штатних викладачі та 8 лікарів-сумісників.

## Сьогодення
Зараз медичний коледж розташований на території площею 3 га, загальна площа всіх приміщень становить 10 163 кв. м. Функціонує 26 кабінетів та 3 лабораторії, які, в основному, мають достатнє обладнання: фантоми, муляжі, мед.інструментарій, предмети догляду за хворими, медикаменти тощо. 
Працює кабінет медичної інформатики, який оснащений сучасними комп’ютерами, функціонує музей анатомії, етнографічний музей. 
Коледж має гуртожиток на 185 місць, що забезпечує проживанням всіх немісцевих студентів. Працює їдальня на 150 посадкових місць, в якій передбачено дієтичне харчування. Функціонує спортивна зала, актова зала, конференц-зала, де проводяться культурно-масові заходи. Бібліотека має книжковий фонд 31050 томів, який постійно поповнюється україномовною літературою. 
Навчальний процес здійснює 37 штатних викладачів, 72% яких мають вищу та першу кваліфікаційну категорію, 5 викладачів мають звання викладач-методист. Для проведення методичної роботи викладачі об'єднані в 5 циклових комісій. 
У 2004 році Павлоградське медичне училище атестоване та акредитоване Міністерством освіти України за статусом вищого навчального закладу І рівня акредитації; веде підготовку згідно з ліцензіями за двома спеціальностями: "Лікувальна справа" та "Сестринська справа". 
Організація навчального процесу в коледжу на високому рівні: впроваджуються новітні педагогічні технології, які сприяють підвищенню якості підготовки спеціалістів. Практичне навчання студентів здійснюється на базах лікувально-профілактичних закладів м.Павлограда, а виробничу та переддипломну практику студенти проходять на базах лікувально-профілактичних закладів області. 
Належна увага приділяється виховній роботі зі студентами, яка спрямована на формування фахівців з високим рівнем культури, наділених почуттям національної гідності, загальнолюдськими моральними якостями. Цікаво та змістовно проводиться дозвілля студентів, це: шоу „Сила та спритність”, "Найчарівніша та найпривабливіша", КВК, "дні студента", конкурси професійної майстерності, „дні здоров’я”, ярмарки, пісенні фестивалі, спортивні змагання та інше. 
За роки свого існування коледжем підготовлено понад 10 тисяч кваліфікованих медичних сестер та фельдшерів, більшість з яких працюють в лікувально-профілактичних закладах м. Павлограда та області. Значна частина наших випускників стала лікарями й теж працює в Західному Донбасі. Прекрасними спеціалістами, організаторами охорони здоров’я є випускники нашого коледжу – головний лікар Павлоградської центральної районної лікарні Коцаренко С.Л., головний лікар міської лікарні №1 Куриленко Н.М., старша медсестра терапевтичного відділення міської лікарні № 4 Тюрікова В.С. та багато інших.  
Понад 30 років директором училища був Іван Іванович Демиденко.